# Александровский уезд (Екатеринославская губерния)
Алекса́ндровский уе́зд — административная единица в составе Екатеринославской и Александровской (Запорожской) губерний. Центр — город Александровск.

## История
Александровский уезд был образован в 1805 году в составе Екатеринославской губернии. В 1920 отнесён к Александровской губернии (с 1921 — Запорожская губерния). В 1922 возвращён в Екатеринославскую губернию.
Упразднён в 1923 году.

## Население
По данным переписи 1897 года в уезде проживало 271 678 человек:
- русские
  - малорусы — 224 122 чел. (82,5 %),
  - великорусы — 15 445 чел. (5,7 %),
  - белорусы — 3 353 чел. (1,2 %)
- поляки — 293 чел.
- славяне
  - чехи — 36 чел.
  - болгары — 25 чел.
- литовцы — 5 чел.
- латыши — 7 чел.
- молдаване и румыны — 2 чел.
- французы — 18 чел.
- итальянцы — 14 чел.
- немцы — 14 014 чел. (5,2 %)
- англичане — 2 чел.
- греки — 45 чел.
- армяне — 10 чел.
- осетины — 1 чел.
- цыгане — 203 чел.
- евреи — 13 886 чел. (5,1 %)
- татары — 128 чел.
- турки — 14 чел.
- прочие — 62 чел.

В уездном городе Александровске проживало 18 849 чел.

## Административное деление
В 1913 году в уезде было 30 волостей и 2 еврейских приказа:
| - Андреевская (центр — Андреевка) - Басанская - Больше-Михайловская - Белогорьевская - Белоцерковская - Вознесенская - Воскресенская - Гавриловская - Григорьевская (Канкрина) - Григорьевская (Кривой Рог) - Гуляйпольская - Жеребецкая - Заливянская - Ивановская - Камышевахская - Конско-Раздорская - Краснопольская (центр — колония Шенфельд) - Мало-Михайловская - Михайловская (Лукашева) - Натальевская (центр — Натальевка) - Ново-Николаевская - Павловская - Петровская (Свистунова) - Петровская (Строгановой) - Покровская - Преображенская (центр — Преображенка) - Туркеновская (центр — Туркеновка) - Успеновская (волостное село Успеновка) - Федоровская - Цареконстантиновская (центр — Цареконстантиновка) - Новозлатопольский еврейский приказ - Приютинский еврейский приказ |